# William Bywater Grove
William Bywater Grove (ur. 1848 w Birmingham, zm. 6 stycznia 1938) – angielski mykolog.
W latach 1887–1900 William Bywater Grove był dyrektorem szkoły Birmingham dla chłopców  a w latach 1905–1927 wykładowcą botaniki w miejskiej szkole technicznej w Birmingham. Był honorowym kuratorem Zielnika Grzybowego na Uniwersytecie w Birmingham. Opublikował m.in. brytyjskie Uredinales i Coelomycetes. Przetłumaczył na angielski traktat mykologiczny Louisa Rene Tulasnea pt. Selecta Fungorum Carpologia (3 tomy, 1861–1865). Zmarł w wieku 89 lat.
Opisał nowe taksony grzybów. W ich naukowych nazwach dodawane jest jego nazwisko Grove.

## Publikacje
- 1884, A Synopsis of the Bacteria and Yeast Fungi and Allied Species (Schizomycetes and Saccharomycetes),
- 1888, A description of a new species of mushroom, Russula claroflava,
- 1891. (współautor: James Eustace Bagnall) "Fungi", in The Flora of Warwickshire,
- 1910, The Mycetozoa (in the series The Fauna of the Midland Plateau),
- 1913, The British Rust Fungi (Uredinales) : their Biology and Classification,
- 1915, A Pocket Synopsis of the Families of British Flowering Plants (based upon the system of Engler),
- 1935–1937. British Stem- and Leaf-Fungi (Coelomycetes) 2 vol.